# Campeonato da Europa de Atletismo de 2014 - Lançamento de martelo feminino
A prova do lançamento de martelo feminino do Campeonato da Europa de Atletismo de 2014 foi disputada entre os dias 13 e 15 de agosto de 2014 no Estádio Letzigrund em Zurique, na Suíça. 

## Recordes
Antes desta competição, os recordes mundiais e do campeonato nesta prova eram os seguintes:
|                       | Nome           | Nacionalidade | Distância | Local      | Data                |
| --------------------- | -------------- | ------------- | --------- | ---------- | ------------------- |
| Recorde mundial       | Betty Heidler  | Alemanha      | 79m42cm   | Halle      | 21 de maio de 2011  |
| Recorde do campeonato | Tatyana Lysenk | Rússia        | 76m67cm   | Gotemburgo | 8 de agosto de 2006 |
| Recorde europeu       | Betty Heidler  | Alemanha      | 79m42cm   | Halle      | 21 de maio de 2011  |

Os seguintes recordes foram estabelecidos durante esta competição: 
| Data         | Evento | Atleta           | Nacionalidade | Distância | Notas                 |
| ------------ | ------ | ---------------- | ------------- | --------- | --------------------- |
| 15 de agosto | Final  | Anita Włodarczyk | Polónia       | 78m 76cm  | Recorde do campeonato |

## Medalhistas
| Ouro                   | Prata                  | Bronze                |
| Anita Włodarczyk (POL) | Martina Hrašnová (SVK) | Joanna Fiodorow (POL) |

## Cronograma
Todos os horários são locais (UTC+2).
| Data         | Hora  | Evento       |
| ------------ | ----- | ------------ |
| 13 de agosto | 13:15 | Qualificação |
| 15 de agosto | 20:40 | Final        |

## Resultados

### Qualificação
Qualificação: Desempenho de 69.50 m (Q) ou os 12 melhores qualificados (q).
| Posição | Grupo | Atleta              | Nacionalidade | #1    | #2    | #3    | Resultados | Notas      |
| ------- | ----- | ------------------- | ------------- | ----- | ----- | ----- | ---------- | ---------- |
| 1       | B     | Anita Włodarczyk    | Polónia       | 75.73 |       |       | 75.73      | Q          |
| 2       | A     | Martina Hrašnová    | Eslováquia    | 73.05 |       |       | 73.05      | Q          |
| 3       | A     | Joanna Fiodorow     | Polónia       | 71.33 |       |       | 71.33      | Q          |
| 4       | A     | Alexandra Tavernier | França        | 70.91 |       |       | 70.91      | Q,         |
| 5       | A     | Betty Heidler       | Alemanha      | 70.49 |       |       | 70.49      | Q          |
| 6       | B     | Éva Orbán           | Hungria       | x     | x     | 70.48 | 70.48      | Q          |
| 7       | B     | Kathrin Klaas       | Alemanha      | 69.78 |       |       | 69.78      | Q          |
| 8       | B     | Carolin Paesler     | Alemanha      | 68.47 | 67.95 | 67.88 | 68.47      | q          |
| 9       | A     | Bianca Perie        | Roménia       | 67.82 | 67.42 | x     | 67.82      | q          |
| 10      | B     | Kateřina Šafránková | Chéquia       | x     | 67.26 | x     | 67.26      | q          |
| 11      | B     | Nikola Lomnická     | Eslováquia    | x     | x     | 67.18 | 67.18      | q          |
| 12      | B     | Fruzsina Fertig     | Hungria       | x     | 65.46 | x     | 65.46      |            |
| 13      | A     | Aksana Miankova     | Bielorrússia  | x     | 66.92 | x     | 66.92      |            |
| 14      | A     | Tracey Andersson    | Suécia        | 65.72 | x     | x     | 65.72      |            |
| 15      | A     | Barbara Špiler      | Eslovênia     | x     | 52.29 | 64.48 | 64.48      |            |
| 16      | A     | Iryna Novozhylova   | Ucrânia       | 63.78 | x     | x     | 63.78      |            |
| 17      | B     | Merja Korpela       | Finlândia     | x     | 61.80 | 63.71 | 63.71      |            |
| 18      | B     | Sophie Hitchon      | Grã-Bretanha  | 62.93 | x     | x     | 62.93      |            |
| 19      | A     | Réka Gyurátz        | Hungria       | 62.14 | x     | x     | 62.14      |            |
| 20      | B     | Ida Storm           | Suécia        | 60.82 | x     | x     | 60.82      |            |
| 21      | B     | Kati Ojaloo         | Estónia       | 59.63 | 58.56 | 59.61 | 59.63      |            |
| 22      | A     | Berta Castells      | Espanha       | x     | x     | x     | NM         |            |
| 22      | A     | Tereza Králová      | Chéquia       | x     | x     | x     | NM         |            |
| 22      | B     | Alena Navahrodskaya | Bielorrússia  | x     | x     | x     | NM         |            |
| —       | B     | Anna Bulgakova      | Rússia        | 65.91 | x     | 70.58 | 70.58      | DSQ Doping |

### Final
| Posição           | Atleta              | Nacionalidade | #1    | #2    | #3    | #4    | #5    | #6    | Resultados | Notas  |
| ----------------- | ------------------- | ------------- | ----- | ----- | ----- | ----- | ----- | ----- | ---------- | ------ |
| Medalha de ouro   | Anita Włodarczyk    | Polónia       | x     | x     | 75.88 | 76.18 | 78.76 | x     | 78.76      | ,      |
| Medalha de prata  | Martina Hrašnová    | Eslováquia    | 71.66 | x     | 73.03 | 69.72 | 74.66 | 73.21 | 74.66      |        |
| Medalha de bronze | Joanna Fiodorow     | Polónia       | 72.24 | 68.54 | 69.01 | 72.77 | 72.48 | 73.67 | 73.67      |        |
| 4                 | Kathrin Klaas       | Alemanha      | 70.72 | 72.89 | 71.81 | 70.71 | x     | 69.84 | 72.89      |        |
| 5                 | Betty Heidler       | Alemanha      | 67.65 | 70.44 | x     | 71.04 | 72.39 | 72.06 | 72.39      |        |
| 6                 | Alexandra Tavernier | França        | 69.49 | 63.63 | x     | 68.17 | 70.32 | x     | 70.32      |        |
| 7                 | Bianca Perie        | Roménia       | 69.25 | 69.26 | x     | x     | x     | 68.14 | 69.26      |        |
| 8                 | Nikola Lomnická     | Eslováquia    | x     | 65.95 | 67.39 | x     | x     | x     | 67.39      |        |
| 9                 | Kateřina Šafránková | Chéquia       | x     | 63.32 | 64.94 |       |       |       | 64.94      |        |
| 10                | Carolin Paesler     | Alemanha      | x     | x     | 61.89 |       |       |       | 61.89      |        |
| 11                | Éva Orbán           | Hungria       | x     | x     | x     |       |       |       | NM         |        |
| —                 | Anna Bulgakova      | Rússia        | x     | x     | x     |       |       |       | NM         | Doping |

Legenda
| Recorde mundial       | Recorde mundial (World record)               |                       | Recorde africano                      | Recorde africano (African) |                                           | Q | Classificado por posição (Qualified) |
| Recorde do campeonato | Recorde do campeonato (Championship record)  | Recorde da América    | Recorde da América (Americas)         | q                          | Classificado por melhor tempo (Qualified) |   |                                      |
| Melhor marca do ano   | Melhor marca do ano (World leading)          | Recorde asiático      | Recorde asiático (Asian)              | DNS                        | Não largou (Did not start)                |   |                                      |
| Recorde nacional      | Recorde nacional (National record)           | Recorde europeu       | Recorde europeu (European)            | DNF                        | Não terminou (Did not finish)             |   |                                      |
| Recorde pessoal       | Recorde pessoal do atleta (Personal best)    | Recorde da Oceania    | Recorde da Oceania (Oceania)          | DSQ / DQ                   | Desclassificado (Disqualified)            |   |                                      |
| Recorde da temporada  | Recorde da temporada do atleta (Season best) | Recorde sul-americano | Recorde sul-americano (South America) | NM                         | Sem marca (No mark)                       |   |                                      |